# United Punk Orchestra
United PUNK Orchestra – polski zespół grający muzykę punk rock powstały na przełomie 2018 i 2019 z inicjatywy Roberta Szymańskiego.
W jej skład weszli aktualni muzycy Sexbomby: Robert Szymański, Piotr Welcel, Maciej Gortatewicz i Hubert Traczyk oraz Eugeniusz „Siczka” Olejarczyk (KSU), Jan „Młody” Siepiela (Sedes), Mirosław „Smalec” Malec (Ga-Ga, Zielone Żabki), Agata Polic (DDA, Blade Loki), Sławomir „Melon” Świdurski (Prawda), Patrycjusz „Nullo” Kochanowski i Anna Kawa, siostra Tomasza Wojnara.
W tym składzie nagrano płytę „A ja żyję obok was...” zawierającą utwory Tomasza „Siwego” Wojnara, nieżyjącego lidera zespołu Defekt Muzgó. Płyta, dedykowana rodzicom Tomka i wydana w limitowanym nakładzie 300 sztuk ukazała się w pierwszą rocznicę śmierci lidera DM – 12.04.2019 roku. Dochód z jej sprzedaży posłużył do sfinansowania specjalnej ławeczki, upamiętniającej Tomka, która została odsłonięta w dniu 27.10.2019 roku, w centrum Wałbrzycha.
Do utworu „Wszyscy jedziemy...” nagrano teledysk w ww. składzie.